# Golpejas (kommunhuvudort)
Golpejas är en kommunhuvudort i Spanien.   Den ligger i provinsen Provincia de Salamanca och regionen Kastilien och Leon, i den centrala delen av landet, 200 km väster om huvudstaden Madrid. Golpejas ligger 784 meter över havet och antalet invånare är 182.
Terrängen runt Golpejas är platt. Runt Golpejas är det glesbefolkat, med 10 invånare per kvadratkilometer. Närmaste större samhälle är Villamayor, 17,7 km öster om Golpejas. Trakten runt Golpejas består till största delen av jordbruksmark.